# Dissakisit-(Ce)
Dissakisit-(Ce) är ett mycket sällsynt mineral som påträffats vid Östanmossgruvan, Norberg i Västmanland. Det förekommer som rödbruna till svarta små korn eller som tavelformade kristaller (4–10 mm långa). Dissakisit förekommer i tremolit tillsammans med kalkspat och kondrodit.